# 福态卷管螺
福态卷管螺（学名：Daphnella nobilis），是新腹足目卷管螺科月桂卷管螺属的一种。主要分布于台湾，常栖息在泥沙质海底。